# Perihelion (jeu vidéo)
Pour les articles homonymes, voir Perihelion.
Perihelion est un jeu vidéo de rôle sorti en 1993 sur Amiga. Il a été développé par Morbid Visions et édité par Psygnosis.

## À noter
Perihelion signifie périhélie en français. Il s'agit du point de l'orbite d'un objet céleste où la distance est minimale par rapport au soleil.